# ابراهیم جوادی
ابراهیم جوادی‌پور (زادهٔ ۱۳۲۲ در قزوین) یک کشتی‌گیر آزادکار بازنشستهٔ ایرانی است. وی با ۴ بار پیاپی قهرمانی جهان، ۲ بار قهرمانی در بازی‌های آسیایی، مدال برنز المپیک ۱۹۷۲ مونیخ و قهرمانی در مهم‌ترین تورنمنت‌های بین‌المللی دوران خود، همچون جام دانکلف بلغارستان، جام تفلیس شوروی و جام تاتراس لهستان، پرافتخارترین کشتی‌گیر سبک‌وزن تاریخ کشتی ایران است. شکست از نیکولف بلغارستانی در المپیک مونیخ تنها شکست او در مسابقات جهانی و المپیک بود.
جوادی در المپیک ۱۹۷۶ مونترال و ۱۹۹۲ بارسلونا هم به عنوان مربی همراه تیم ملی بود و همچنین مدتی ریاست هیئت کشتی شهرستان کرج را برعهده داشت.